# Willemia koreana
Willemia koreana är en urinsektsart som beskrevs av ?E. Thibaud och Lee 1994. Willemia koreana ingår i släktet Willemia och familjen Hypogastruridae. Inga underarter finns listade i Catalogue of Life.